# Энгман, Карл Лаврентьевич
Карл Лаврентьевич Энгман (фин. Karl Larsson Engman; 1818—1894) — генерал-лейтенант русской императорской армии.

## Биография
Родился 2 (14) января 1818 года в Выборге. Его отец, Ларс Энгман (Lars Emanuel Karlsson Engman; 1784—1819), умер вскоре после рождения сына. Мать, Хелена Амалия (Helena Amalia; 1793—1866), происходила из рода Йенишей — сестра Катарины Шарлотты, жены Д. Ф. Сверчкова. Брат отца, Карл Магнус Энгман  (фин.), был известен тем, что был финским депутатом из купечества, приезжавших в Санкт-Петербург и принятых императором Александром I 17 ноября 1808 года.
В 1834 году окончил Финляндский кадетский корпус. Служил в Егерском лейб-гвардии полку; в 1848 году произведён в капитаны. С 1852 года — командир батальона в Волынском лейб-гвардии полку, с 1858 года — командир 4-го Финляндского линейного батальона.
Был произведён 18 марта 1865 года в генерал-майоры и переведён в 35-ю пехотную дивизию.
В 1873—1878 годах командовал 2-й бригадой 2-й пехотной дивизии, а с 19 ноября 1878 был начальником 28-й пехотной дивизии; вышел в отставку с производством в генерал-лейтенанты 30 августа 1880 года.
Умер 1 (13) февраля 1894 года в Выборге.

## Семья
Женился 28 декабря 1848 года в Выборге на Енни-Марии Теслефф (1831—1899). У них было три сына:
- Эмиль (05.02.1853—1888);
- Эрнест (1860—1901);
- Алексей (?—02.04.1912)[4].